# Болярський Ізвор
Боля́рський І́звор (болг. Болярски извор) — село в Хасковській області Болгарії. Входить до складу общини Харманли.

## Населення
За даними перепису населення 2011 року у селі проживали 298 осіб.
Національний склад населення села:
| Національність   | Кількість осіб | Відсоток |
| ---------------- | -------------- | -------- |
| цигани           | 226            | 76,1%    |
| болгари          | 58             | 19,5%    |
| турки            | 11             | 3,7%     |
| Всього відповіли | 297            |          |

Розподіл населення за віком у 2011 році:
Динаміка населення: